# 薩姆·拜拉姆
薩姆·馬克·拜拉姆（英語：Sam Mark Byram；1993年9月16日—）是一位英格蘭足球運動員。在場上的位置是右後衛或右邊鋒。出身列斯聯，現效力於英冠球隊列斯聯。他也代表英格蘭U20國家隊參賽。

## 俱樂部生涯

### 諾維奇城
2019年7月16日，拜拉姆以750,000英鎊的價格加盟諾維奇城，簽署為期四年的合約。

## 榮譽

### 個人
- 約克郡晚報年度最佳球員：2012–13賽季

## 外部連結
- 足球数据库：薩姆·拜拉姆的球员统计数据
- Soccerway資料庫：薩姆·拜拉姆